# عشق

## تعريف العشق في اللغة
العشق أو عشق : هي كلمة عربية نقلت إلى لغات كثيرة أخرى مثل الفارسية والتركية والهندية والأردية والأزبكية والأذرية والباشتوية الأفغانية ومعظم لغات وسط آسيا وغيرها من اللغات.
عشق (من الجذر السامي ع-ش-ق) و معناها جذع الشجرة هو الرسالة القديمية، المجلد الأول، مير جلال الدين الكزازي، ص ٢٠٤.
و في المعاجم العربية: كما ذكر الجوهري في الصحاح تحت الجذر (عشق). ما نصه : العِشْقُ: فَرطُ الحبِّ. وقد عَشِقَهُ عِشْقاً وعَشَقاً أيضاً. ورجلٌ عِشِّيقٌ، أي كثير العِشْقِ. والتَعَشُّقُ: تكلُّفُ العِشقِ. ويقولون امرأةٌ مُحبٌّ لزوجها وعاشقٌ.
وهي من مرادفات المحبة ولكن لم يرد ذكرها في القرآن في سياق محبة الله للمؤمنين ومحبة المؤمنيين له، ولا في السنة النبوية ومع ذلك جاء في كتب بعض الصوفية ذكر ذلك بدون حرج وخالفهم كثير من العلماء المحققين في مسائل المحبة وما يتعلق بها مثل ابن تيمية وصاحبه ابن قيم الجوزية الذي كان ملازمًا له مدة طويلة، في كتابه مدارج السالكين بين منازل إياك نعبد وإياك نستعين.

## تعريفات اصطلاحية
ذكر من بعض تعريفات العشق أنه : سفر إفراط المحبة ولهذا لا يوصف به الله ولا يطلق في حقه ثم الشوق وهو سفر القلب إلى المحبوب. كما قد يسمى مرض الحب.

## تعريف العشق بأبيات شعرية
من أجمل ما ذكر في تعريف العشق قول «ابن قيم الجوزية» يصف حال العاشق :

## قصة عاشق
وحكى الأصمعي : قال: بينما أنا أسير في البادية إذ مررت بحجر مكتوب عليه هذا البيت :
فكتبت تحته:
ثم عدت في اليوم الثاني فوجدت مكتوباً تحته:
فكتبت تحته:
ثم عدت في اليوم الثالث فوجدت شاباً ملقى تحت ذلك الحجر ميتاً لا حول ولا قوة إلا
بالله العلي العظيم وقد كتب قبل موته:
لذلك كان العشق من أعظم الابتلاءات التي يبتلى بها الإنسان

## طالع
- حب غير مشروط